# Cymothoe aralus
Cymothoe aralus är en fjärilsart som beskrevs av Paul Mabille 1890. Cymothoe aralus ingår i släktet Cymothoe och familjen praktfjärilar. Inga underarter finns listade i Catalogue of Life.